# Eduardo Yudi Santos
Eduardo Yudi Santos (25 de octubre de 1994) es un deportista brasileño que compite en judo.
Ganó una medalla en los Juegos Panamericanos de 2019 y cuatro medallas en el Campeonato Panamericano de Judo entre los años 2017 y 2020.

## Palmarés internacional
| Juegos Panamericanos    | Juegos Panamericanos      | Juegos Panamericanos | Juegos Panamericanos |
| Año                     | Lugar                     | Medalla              | Categoría            |
| ----------------------- | ------------------------- | -------------------- | -------------------- |
| 2019                    | Lima (Perú)               | Medalla de oro       | –81 kg               |
| Campeonato Panamericano |                           |                      |                      |
| Año                     | Lugar                     | Medalla              | Categoría            |
| 2017                    | Ciudad de Panamá (Panamá) | Medalla de oro       | –81 kg               |
| 2018                    | San José (Costa Rica)     | Medalla de bronce    | –81 kg               |
| 2019                    | Lima (Perú)               | Medalla de bronce    | –81 kg               |
| 2020                    | Guadalajara (México)      | Medalla de plata     | –81 kg               |